# Bystrzyca (dopływ Seretu)
Bystrzyca (rum. Bistrița) – rzeka w północnej Rumunii, prawy dopływ Seretu. Jej długość wynosi 283 km, a powierzchnia zlewni – 7039 km². Bystrzyca ma źródła w Górach Rodniańskich. Przepływa przez regiony Marmarosz, Bukowina i Mołdawia.
W latach 50. i 60. XX wieku na rzece została zbudowana wielka zapora wodna Bicaz, dzięki czemu powstało jedno z największych sztucznych jezior w Rumunii - Jezioro Bicaz. Główne miasta położone nad Bystrzycą to: Vatra Dornei, Bicaz, Piatra Neamț, Roznov, Buhuși i Bacău.